# Сім'я Мяннард
«Сім'я Мяннард» — радянський чорно-білий художній фільм-драма 1960 року, знятий режисером Олександром Мандрикіним на кіностудії «Талліннфільм».

## Сюжет
Фільм про революційну боротьбу естонських робітників. Головні герої фільму — старий робітник Андрес Мяннард та його діти: Антс, Рейн, Ільмар. Вони включаються в революційну боротьбу з Карлом Найдером, який раптово розбагатів, і його дружиною, які зневажливо ставляться до простого люду. Незважаючи на соціальну різницю, у дочки Нейдера Гельмі розгорається роман із молодшим сином Андреса — Ільмаром.

## У ролях
- Пауль Руубель — Андрес Мяннард
- Еві Рауер-Сіккель — Маалі Мяннард, дружина Андреса
- Ендель Нимберг — Антс Мяннард
- Юрій Боголюбов — Рейн Мяннард
- Пеетер Вольмер — Ільмар Мяннард
- Рудольф Нууде — Карл Нейдер
- Хільда Соопер — Лійсбет
- Тер'є Луйк — Хельмі Нейдер
- Сулев Ниммік — Уно
- Олев Ескола — Меспак
- Аста Віханді — Теєле
- Євген Власов — Тіудур
- Альфред Мерінг — Куслапуу
- Альфред Ребане — епізод
- Вольдемар Алев — епізод
- Вальтер Лутс — Вярді
- Едуард Тінн — епізод
- Лембіт Антон — епізод
- Карл Калкун — епізод

## Знімальна група
- Режисер — Олександр Мандрикін
- Сценарист — Вальтер Круустее
- Оператор — Костянтин Рижов
- Композитор — Борис Кирвер
- Художник — Пеетер Лінцбах